# Équipe d'Irlande du Nord de football
Cet article traite de l'équipe masculine. Pour l'équipe féminine, voir Équipe d'Irlande du Nord féminine de football.
Ne pas confondre avec l'équipe de république d'Irlande de football ou l'équipe d'Irlande de football
Maillots
L'équipe d'Irlande du Nord de football est la sélection de joueurs nord-irlandais représentant leur nation lors des compétitions internationales de football masculin, sous l'égide de l'Association irlandaise de football (du nom de la fédération nord-irlandaise). Ses joueurs sont sélectionnés selon les conditions d'admissibilité en sélection d'un joueur britannique.
La sélection a pour principal fait de gloire une qualification en quart de finale de la Coupe du monde de 1958.

## Historique

### Les débuts de l’Irlande du Nord
L'Association irlandaise de football (Irish Football Association) est fondée en 1880. À cette date, l'Irlande du Nord n'existe pas encore, et la totalité de l'île d'Irlande fait encore partie du Royaume-Uni. Le premier match officiel de l’équipe d'Irlande (représentant la totalité de l'île) fut joué le 18 février 1882, contre l’Angleterre. Cela se solda par une écrasante défaite 13 buts à 0, ce qui constitue la plus large défaite de l’Irlande du Nord, héritière de cette première équipe irlandaise. La Fédération irlandaise est un membre fondateur de l'International Football Association Board (IFAB), instance britannique qui, au milieu des années 1880 notamment, régit les règles du football.
L'Association irlandaise de football est affiliée à la FIFA depuis 1911. En 1921, le Traité de Londres entre le gouvernement britannique et les nationalistes irlandais marque la partition de l'Irlande, et la création de l'Irlande du Nord. La majeure partie de l'Irlande devient indépendante (l'État libre d'Irlande), et crée sa propre Association d'Irlande de football. L'Irlande du Nord, qui choisit de rester britannique, conserve pour sa part l'Association irlandaise de football (et continue d'ailleurs de sélectionner des joueurs de toute l'Irlande jusqu'en 1950).
La plus large victoire de l’Irlande du Nord fut enregistrée le 1er février 1930, contre le pays de Galles. Ce match se solda par une victoire 7 buts à 0. L'Association irlandaise de football est membre de l'UEFA depuis sa création en 1954. Les matchs de l’équipe à domicile se passent à Windsor Park.

### La Coupe du monde 1958: l’apogée du football nord-irlandais
L’Irlande du Nord obtint sa première participation en Coupe du monde de football après avoir créé l'exploit de terminer en tête de sa poule de qualifications  devant l’Italie, tête de série et ancienne double championne du monde, et le Portugal. Elle a réalisé sa meilleure performance en Coupe du monde en 1958, où elle a atteint les quarts de finale après avoir battu en phase de poule la Tchécoslovaquie (2-1), s’inclinant contre l’Argentine (1-3) et faisant match nul contre la RFA (2-2). Lors du match d’appui contre la Tchécoslovaquie (les deux équipes étant à égalité de points à la deuxième place du groupe), l’Irlande s’impose une nouvelle fois 2-1, mais après prolongations. Elle s'inclina ensuite en quart de finale contre la France de Just Fontaine (4-0). Les buteurs nord-irlandais de la compétition sont avec 5 buts, Peter McParland et avec un but, Wilbur Cush. Cela constitue la meilleure performance de l’équipe en Coupe du monde.

### Les Coupes du monde 1982 et 1986
Il faudra attendre 1982 pour revoir l’Irlande du Nord dans une compétition internationale. En 1982, au premier tour, après avoir fait 2 matchs nuls contre la Yougoslavie (0-0) et le Honduras (1-1), ils avaient passé brillamment le premier tour en battant notamment le pays organisateur l'Espagne (1-0) à Valence, permettant de terminer premier du groupe 5. Au second tour, dans le groupe D, l’équipe d'Irlande du Nord est opposée à l’Autriche et à la France. Après un 2-2 contre l’Autriche, c'est encore l'équipe de France de football qui élimina l'Irlande du Nord (4-1, au deuxième tour). Les buteurs sont avec 3 buts Gerry Armstrong, avec 2 buts Billy Hamilton. Quatre ans plus tard lors de la Coupe du monde au Mexique, l'Irlande du Nord fit sa dernière apparition en phase finale, mais ne franchit pas le premier tour après un match nul contre l'Algérie (1-1) et deux défaites contre l'Espagne (2-1) et le Brésil (3-0). Les buteurs sont Norman Whiteside et Colin Clarke avec un but chacun.

### L’Irlande du Nord, quelques exploits mais toujours pas de phases finales (1988-2016)
Depuis 1986, elle n’a plus participé à une Coupe du monde mais a participé à sa première phase finale de championnat d’Europe de football lors de l'EURO 2016. En 2005, à Windsor Park, dans le cadre des éliminatoires de la Coupe du monde 2006, elle accueille l’Angleterre. À la surprise générale, elle bat l’Angleterre 1 but à 0, but de David Healy.
Durant les éliminatoires de l’Euro 2008, elle domina le 6 septembre 2006 l’Espagne à domicile 3 buts à 2. Le héros du match auteur d'un triplé, David Healy. Ce joueur est meilleur buteur de l'Histoire des qualifications pour l'Euro avec 13 buts, le record était détenu jusque-là par le Croate Davor Šuker. Les 13 buts furent marqués contre : trois buts contre l’Espagne, un but contre la Lettonie, cinq buts contre le Liechtenstein, un but contre l’Islande, un contre le Danemark et deux contre la Suède.

### L'Euro 2016
Le 8 octobre 2015, l'Irlande du Nord se qualifie pour le Championnat d'Europe 2016 en terminant première de son groupe de qualification devant la Roumanie et la Hongrie. Elle participe alors pour la première fois de son histoire à la phase finale du Championnat d'Europe de football.
L'Irlande du Nord décroche son tout premier succès dans un Euro face à l'Ukraine (victoire 2-0) le 16 juin au Stade des Lumières de Lyon. Elle termine troisième du groupe C de cet Euro derrière l'Allemagne et la Pologne et parvient à se qualifier pour les huitièmes de finale. Cependant, la sélection nord-irlandaise ne dépasse pas ce stade et sort de la compétition après sa défaite 1 but à 0 (but contre son camp de Gareth McAuley) face au Pays de Galles au Parc des Princes.

### Échecs lors des éliminatoires (depuis 2016)
Dans le groupe C lors des éliminatoires pour la Coupe du monde 2018, l'Irlande du Nord termine 2e du groupe derrière l'Allemagne avec un bilan de 6 victoires, un match nul et 3 défaites (dont 2 à l'aller comme au retour contre les Allemands qui ont survolé le groupe) et fait partie des 8 meilleurs 2e de groupe éligibles aux barrages. Elle y affronte la Suisse et est battue à l'aller à domicile (0-1) sur un penalty litigieux transformé par Ricardo Rodríguez à la 58e minute de jeu. L'Irlande du Nord ne réussit pas à inverser la tendance au match retour (0-0), synonyme de non-qualification au Mondial russe.
Présente dans le groupe C des éliminatoires de l'Euro 2021, groupe très relevé comportant l'Allemagne et les Pays-Bas, l'Irlande du Nord termine 3e avec 4 victoires, un nul et 3 défaites. Elle obtient toutefois la possibilité de disputer des matchs de barrages du fait de la qualification directe d'un grand nombre d'équipes présentes dans la Ligue B lors de l'édition 2018-2019 de Ligue des nations et doit d'abord affronter à l'extérieur la Bosnie, le 12 octobre 2020. Alors qu'elle n'est pas favorite, l'Irlande du Nord créé la sensation en éliminant la sélection des Balkans à Sarajevo à l'issue des tirs au but (4 t.a.b. à 3) alors que le score était de 1-1 au bout du temps réglementaire et des prolongations, Niall McGinn ayant égalisé à la 53e minute alors que la Bosnie menait depuis un but de Rade Krunić au quart d'heure de jeu. Opposée à la Slovaquie, tombeur à domicile de l'autre Irlande aux tirs au but, pour la finale de barrage de la voie B ; l'Irlande du Nord s'incline en prolongations sur le score de 1-2, encaissant un dernier but à la 110e minute de Michal Ďuriš, Milan Škriniar ayant dans un premier temps remis les 2 équipes à égalité en égalisant malencontreusement contre son camp à la 87e minute en faveur des Nord-Irlandais alors que ces derniers étaient une première fois menés au score dès la 1re mi-temps avec un but à la 17e minute du Slovaque Juraj Kucka. C'est un nouvel échec en barrage après l'élimination frustrante contre la Suisse dans la course au Mondial 2018.
Par ailleurs l'Irlande du Nord, dernière du groupe 3 de Ligue B lors de la Ligue des nations 2018-2019 avec 4 défaites en autant de rencontres disputées, voit sa relégation en Ligue C pour l'édition suivante être annulée du fait du changement de format de la compétition décidée par l'UEFA. Elle finit cependant à nouveau dernière de sa poule lors de l'édition 2020-2021 de Ligue des nations avec deux nuls (1-1 à l'aller comme au retour contre la Roumanie) et 4 défaites et est reléguée en Ligue C pour la prochaine édition.

## Palmarès

### Classement FIFA
| Année              | 1993 | 1994 | 1995 | 1996 | 1997 | 1998 | 1999 | 2000 | 2001 | 2002 | 2003 | 2004 | 2005 | 2006 | 2007 | 2008 | 2009 | 2010 | 2011 | 2012 | 2013 | 2014 | 2015 | 2016 | 2017 | 2018 | 2019 | 2020 | 2021 | 2022 | 2023 | 2024 |
| ------------------ | ---- | ---- | ---- | ---- | ---- | ---- | ---- | ---- | ---- | ---- | ---- | ---- | ---- | ---- | ---- | ---- | ---- | ---- | ---- | ---- | ---- | ---- | ---- | ---- | ---- | ---- | ---- | ---- | ---- | ---- | ---- | ---- |
| Classement mondial | 39   | 45   | 45   | 64   | 93   | 86   | 84   | 93   | 88   | 103  | 122  | 107  | 103  | 48   | 32   | 52   | 40   | 43   | 88   | 96   | 89   | 48   | 30   | 32   | 24   | 35   | 36   | 45   | 54   | 59   | 72   | 71   |

Le plus haut classement que la sélection nord-irlandaise a connu est la 20e place en avril 2017 et le plus bas classement a été la 129e place en septembre 2012.

### Parcours en Coupe du monde
| Année | Position        |      | Année         | Position |               | Année | Position |
| 1930  | Non inscrite    | 1974 | Non qualifiée | 2010     | Non qualifiée |       |          |
| 1934  | Non inscrite    | 1978 | Non qualifiée | 2014     | Non qualifiée |       |          |
| 1938  | Non inscrite    | 1982 | 2e tour       | 2018     | Non qualifiée |       |          |
| 1950  | Non qualifiée   | 1986 | 1er tour      | 2022     | Non qualifiée |       |          |
| 1954  | Non qualifiée   | 1990 | Non qualifiée | 2026     | À venir       |       |          |
| 1958  | Quart de finale | 1994 | Non qualifiée | 2030     | À venir       |       |          |
| 1962  | Non qualifiée   | 1998 | Non qualifiée | 2034     | À venir       |       |          |
| 1966  | Non qualifiée   | 2002 | Non qualifiée |          |               |       |          |
| 1970  | Non qualifiée   | 2006 | Non qualifiée |          |               |       |          |

### Parcours en Championnat d'Europe
| Année | Position      |      | Année         | Position |                    | Année | Position |
| 1960  | Non inscrite  | 1988 | Non qualifiée | 2016     | Huitième de finale |       |          |
| 1964  | Non qualifiée | 1992 | Non qualifiée | 2020     | Non qualifiée      |       |          |
| 1968  | Non qualifiée | 1996 | Non qualifiée | 2024     | Non qualifiée      |       |          |
| 1972  | Non qualifiée | 2000 | Non qualifiée | 2028     | À venir            |       |          |
| 1976  | Non qualifiée | 2004 | Non qualifiée | 2032     | À venir            |       |          |
| 1980  | Non qualifiée | 2008 | Non qualifiée |          |                    |       |          |
| 1984  | Non qualifiée | 2012 | Non qualifiée |          |                    |       |          |

### Parcours en Ligue des Nations
| Édition   | Ligue | Phase de Groupe | Phase de Groupe | Phase de Groupe | Phase de Groupe | Phase de Groupe | Phase de Groupe | Phase de Groupe | Phase finale | Phase finale | Phase finale | Phase finale | Phase finale | Phase finale | Phase finale | Phase finale |
| Édition   | Ligue | Class.          | M               | V               | N               | D               | bp              | bc              | Pays hôte    | Résultat     | M            | V            | N            | D            | bp           | bc           |
| --------- | ----- | --------------- | --------------- | --------------- | --------------- | --------------- | --------------- | --------------- | ------------ | ------------ | ------------ | ------------ | ------------ | ------------ | ------------ | ------------ |
| 2018-2019 | B     | 3/3             | 4               | 0               | 0               | 4               | 2               | 7               | 2019         | Inéligible   | Inéligible   | Inéligible   | Inéligible   | Inéligible   | Inéligible   | Inéligible   |
| 2020-2021 | B     | 4/4             | 6               | 0               | 2               | 4               | 4               | 11              | 2021         | Inéligible   | Inéligible   | Inéligible   | Inéligible   | Inéligible   | Inéligible   | Inéligible   |
| 2022-2023 | C     | 3/4             | 6               | 1               | 2               | 3               | 7               | 10              | 2023         | Inéligible   | Inéligible   | Inéligible   | Inéligible   | Inéligible   | Inéligible   | Inéligible   |
| 2024-2025 | C     | 1/4             | 6               | 3               | 2               | 1               | 11              | 3               | 2025         | Inéligible   | Inéligible   | Inéligible   | Inéligible   | Inéligible   | Inéligible   | Inéligible   |
| Total     | Total | Total           | 22              | 4               | 6               | 12              | 24              | 31              | Total        | Total        | 0            | 0            | 0            | 0            | 0            | 0            |

### Autres tournois internationaux
- British Home Championship (33 participations de 1950 à 1983 + 55 au sein de l'équipe d'Irlande unie)
  - Vainqueur : 2 victoires (1980, 1984)

## Symboles: hymne et drapeau
Contrairement à l'Écosse ou au pays de Galles, l'Irlande du Nord n'a pas d'hymne national unanimement reconnu comme lui étant propre. Si le Londonderry Air est utilisé comme hymne par certaines instances sportives, notamment par l'Irlande du Nord aux Jeux du Commonwealth, l'équipe nord-irlandaise de football utilise par défaut l'hymne national du Royaume-Uni, God Save the King.
De même, l'Irlande du Nord n'a pas de drapeau officiel qui lui soit propre. L'équipe de football utilise la Bannière de l'Ulster (en), qui est considérée officieusement et par défaut comme le drapeau de l'Irlande du Nord.

## Personnalités

### Joueurs importants
| Rang | Sélections | Joueur          | Carrière  | Buts |
| ---- | ---------- | --------------- | --------- | ---- |
| 1    | 140        | Steven Davis    | 2005-     | 13   |
| 2    | 119        | Pat Jennings    | 1964-1986 | 0    |
| 3    | 112        | Aaron Hughes    | 1998-2018 | 1    |
| 4    | 106        | Jonny Evans     | 2006-     | 6    |
| 5    | 95         | David Healy     | 2000-2013 | 36   |
| 6    | 91         | Mal Donaghy     | 1980-1994 | 0    |
| 7    | 89         | Kyle Lafferty   | 2006-2022 | 20   |
| 8    | 88         | Sammy McIlroy   | 1972-1986 | 5    |
| 8    | 88         | Maik Taylor     | 1999-2011 | 0    |
| 10   | 86         | Keith Gillespie | 1995-2008 | 2    |

| Rang | Buts | Joueur           | Carrière  | Sélections | Ratio |
| ---- | ---- | ---------------- | --------- | ---------- | ----- |
| 1    | 36   | David Healy      | 2000-2013 | 95         | 0,38  |
| 2    | 20   | Kyle Lafferty    | 2006-2022 | 89         | 0,22  |
| 3    | 13   | Billy Gillespie  | 1913-1932 | 25         | 0,52  |
| 3    | 13   | Colin Clarke     | 1986-1993 | 38         | 0,34  |
| 3    | 13   | Steven Davis     | 2005-     | 140        | 0,09  |
| 6    | 12   | Joe Bambrick     | 1928-1940 | 11         | 1,09  |
| 6    | 12   | Jimmy Quinn      | 1990-1999 | 46         | 0,26  |
| 6    | 12   | Iain Dowie       | 1984-1992 | 59         | 0,2   |
| 6    | 12   | Gerry Armstrong  | 1977-1986 | 63         | 0,19  |
| 10   | 11   | Olphie Stanfield | 1887-1897 | 30         | 0,37  |

Les joueurs en gras sont encore en activité.

### Sélectionneurs
| Sélectionneur      | Période   | Matchs | Gagnés | Nuls | Perdus | Gagnés % |
| ------------------ | --------- | ------ | ------ | ---- | ------ | -------- |
| Peter Doherty      | 1951-1962 | 56     | 11     | 15   | 30     | 19,64    |
| Bertie Peacock     | 1962-1967 | 22     | 9      | 3    | 10     | 40,91    |
| Billy Bingham      | 1967-1971 | 20     | 8      | 3    | 9      | 40       |
| Terry Neill        | 1971-1975 | 20     | 6      | 6    | 8      | 30       |
| Dave Clements      | 1975-1976 | 11     | 2      | 2    | 7      | 18,18    |
| Danny Blanchflower | 1976-1979 | 16     | 4      | 4    | 8      | 25       |
| Billy Bingham      | 1980-1994 | 118    | 40     | 34   | 44     | 33,9     |
| Bryan Hamilton     | 1994-1998 | 32     | 8      | 9    | 15     | 25       |
| Lawrie McMenemy    | 1998-1999 | 14     | 4      | 3    | 7      | 28,57    |
| Sammy McIlroy      | 2000-2003 | 31     | 4      | 10   | 17     | 12,9     |
| Lawrie Sanchez     | 2004-2007 | 32     | 11     | 10   | 11     | 34,38    |
| Nigel Worthington  | 2007-2011 | 41     | 9      | 10   | 22     | 21,95    |
| Michael O'Neill    | 2012-2020 | 72     | 26     | 18   | 28     | 36,11    |
| Ian Baraclough     | 2020-2022 | 28     | 6      | 8    | 14     | 21,43    |
| Michael O'Neill    | 2023-     | 24     | 9      | 4    | 11     | 37,5     |